# Diagnostic Trouble Code
Der Diagnostic Trouble Code (DTC) ist eine im Automobilbau verwendete hexadezimale Kennziffer zur Identifikation von Fehlfunktionen, die während des Betriebs eines Automobils auftreten können. Die Diagnostic Trouble Codes werden in den Fehlerspeichern der in Automobilen verbauten Steuergeräte abgelegt und können mit Hilfe von Diagnosegeräten (Diagnose-Tester oder auch Fahrzeugdiagnosesysteme) in der Werkstatt ausgelesen werden. Üblicherweise variiert die nötige Ausrüstung für das Auslesen der DTCs von Modell zu Modell. Im Rahmen von EOBD/OBD-2 werden die allgemeinen, für alle Hersteller gleichen DTCs in der Norm SAE J2012 bzw. ISO 15031-6 definiert. Die Definition der je nach Hersteller voneinander abweichenden Fehlercodes bleibt diesen selbst überlassen.